# 1972 w Wojsku Polskim
Kalendarium Wojska Polskiego 1972 – strona przedstawia wydarzenia w Wojsku Polskim w roku 1972.

## 1972
- do uzbrojenia wdrożono 7,62 mm karabinek AKMS.
- rozformowano bataliony OT[1]
- wprowadzono plan mobilizacyjny SZ „PM 72” oraz nowe instrukcje mobilizacyjne[1]
- przeprowadzono ćwiczenia mobilizacyjne w OW oraz kontrole stanu przygotowań mobilizacyjnych w wybranych jednostkach wojskowych[1]
- wprowadzono na uzbrojenie zestawy rakietowe KUB[1]
- utworzono nowy kierunek kształcenia oficerów politycznych lotnictwa w Wyższej Oficerskiej Szkole Lotniczej w Dęblinie[2]

## Styczeń
3 stycznia
- piloci lotnictwa morskiego i stoczniowcy marynarki wojennej zainstalowali na gmachu wieżowca w Gdyni antenę umożliwiającą odbiór na terenie Trójmiasta II programu TV oraz programów kolorowych[3][2]

4 stycznia
- w MON odbyło się spotkanie z przodującymi dowódcami pułków[1]

11 stycznia
- w Warszawie odbyła się narada pracowników pionu kadrowego; uczestniczyli w niej przedstawiciele terenowych organów kadrowych wszystkich szczebli dowodzenia oraz oficerowie Departamentu Kadr MON[3]

12 stycznia
- kierownictwo MON spotkało się z uczestnikami ruchu inicjatyw i eksperymentów w wojsku[3]

19 stycznia
- odbyło się szkolenie kierowniczego aparatu partyjno-politycznego związków taktycznych[3]

20 stycznia
- do służby w PMW weszły kutry torpedowe KTD-452 ORP „Bitny” i KTD-453 ORP „Bystry” projektu 664

## Luty
4 lutego
- odbyło się spotkanie kierownictwa MON z przodującymi dowódcami pułków, poświęcone omówieniu „Modelowego zakresu obowiązków dowódcy pułku”[3]

9 lutego
- w Berlinie obradował Komitet Ministrów Obrony UW[3]

16 lutego
- w województwie katowickim odbyło się szkolenie członków Rady Wojskowej MON i kierowniczej kadry Wojska Polskiego[3]

19 lutego
- w Głównym Zarządzie Politycznym WP odbyła się narada sekretarzy komitetów partyjnych okręgów wojskowych[3]

24 lutego
- w Głównym Zarządzie Politycznym WP odbyła się narada szefów oddziałów propagandy okręgów wojskowych i rodzajów sił zbrojnych, redaktorów naczelnych prasy wojskowej i kierowników wojskowych ośrodków masowej informacji[3]

25 lutego
- rozpoczęły się ćwiczenia sztabowe wojsk lądowych, morskich i WOPL Zjednoczonych Sił Zbrojnych Układu Warszawskiego[1]

## Marzec
- dotychczasowy dowódca Wojsk Lotniczych, gen. dyw. pil. Jan Raczkowski został powołany na stanowisko podsekretarza stanu w Ministerstwie Komunikacji; minister obrony narodowej powierzył pełnienie obowiązków dowódcy Wojsk Lotniczych gen. bryg.pil. Henrykowi Michałowskiemu[3][2][4]
- na stanowisko prokuratora generalnego PRL Rada Państwa powołała dotychczasowego naczelnego prokuratora wojskowego gen. bryg. dr Lucjana Czubińskiego; naczelnym prokuratorem wojskowym został płk Kazimierz Lipiński[3]

8 marca
- opublikowano projekt „Ceremoniału Wojskowego”[3]

19 marca
- odbyły się wybory do Sejmu PRL VII kadencji. Posłami zostało wybranych ośmiu żołnierzy WP: gen. broni Wojciech Jaruzelski, gen. dyw. Janusz Urbanowicz, gen. dyw. Jan Czapla, gen. dyw. Zygmunt Huszcza, wiceadm. Ludwik Janczyszyn, gen. bryg. Sylwester Kaliski, płk Zbigniew Załuski, płk dypl. pil. Tytus Krawczyc[3][4]

22 marca
- powołano Radę do Spraw Socjalno-Bytowych SZ[1]

## Kwiecień
- dotychczasowy dowódca Warszawskiego Okręgu Wojskowego Zygmunt Huszcza został podsekretarzem stanu w Ministerstwie Oświaty i Wychowania[5]
- odbyły się obchody 10-lecia Wojsk Obrony Powietrznej Kraju[2]

7 kwietnia
- w Stoczni Północnej położono stępkę pod kuter torpedowy KTD-458 ORP „Odważny” projektu 664

8 kwietnia
- rozpoczęły się ćwiczenia taktyczne jednostek WP i AR ze strzelaniami bojowymi[1][4]

10 kwietnia
- w Moskwie podpisano „Konwencję o zakazie badań, produkcji i magazynowania broni bakteriologicznej i toksyn oraz ich zniszczeniu”[5]

11 kwietnia
- w Bukareszcie odbyło się posiedzenie Rady Wojskowej Zjednoczonych Sił Zbrojnych Układu Warszawskiego; przewodniczył naczelny dowódca Zjednoczonych Sił Zbrojnych marszałek Związku Radzieckiego Iwan Jakubowski[5]

16 kwietnia
- W Świnoujściu zakończono montaż konstrukcji budynku teatralnego wraz z przekaźnikiem telewizyjnym. Do prac użyto kilku czołgów i ciągników gąsienicowych oraz sprzętu łączności z 12 Dywizji Zmechanizowanej im. Armii Ludowej[5]

17 kwietnia
- z wizytą w Polsce przebywał minister obrony Królestwa Norwegii A. J. Fostervoll[5]

## Maj
29 maja
- w Drawsku rozpoczęły się wieloszczeblowe ćwiczenia jednostek zabezpieczenia materiałowo-technicznego i medycznego Wojska Polskiego pod kryptonimem „Wiosna-72” ; ćwiczeniami kierował szef Sztabu Generalnego WP gen. dyw. Bolesław Chocha[5]

6 maja
- w 30 rocznicę powstania Polskiej Partii Robotniczej i jej siły zbrojnej minister obrony narodowej nadał 15 Dywizji Zmechanizowanej imię Gwardii Ludowej[5]

14 maja
- w Berlinie z udziałem premierów PRL i NRD Piotra Jaroszewicza i Willi Stopha odsłonięto Pomnik Żołnierza Polskiego i Niemieckiego Antyfaszysty[5]

20 maja
- w Zakładach Mechanicznych „Ursus” przy użyciu śmigłowca Mi-8 zdemontowano dwa stare i zamontowano nowe iskrowniki[5][2]

27 maja
- minister obrony narodowej wydał zarządzenie w sprawie utworzenia przy wyższych szkołach oficerskich 3-letnich zaocznych studiów inżynierskich dla oficerów mających ukończone szkoły oficerskie starego typu[5]

29 maja
- w Stoczni Północnej zwodowano kuter torpedowy KTD-456 ORP „Sprawny” projektu 664

## Czerwiec
8 czerwca
- weszła w życie ustawę o utworzeniu Urzędu Ministra do spraw Kombatantów; na stanowisko powołany został gen. dyw. Mieczysław Grudzień[5]
- od gen. dyw. Jana Czapli stanowisko szefa Głównego Zarządu Politycznego WP przejął gen. bryg. Włodzimierz Sawczuk; gen. Czapla powołany został na stanowisko podsekretarza stanu w Ministerstwie Spraw Zagranicznych[5]

12–17 czerwca
- w 1 Pułku Lotnictwa Myśliwskiego „Warszawa” w Mińsku Mazowieckim odbyły się II Zawody Lotnictwa Myśliwskiego Wojsk OPK o tytuł „Mistrza Walki Powietrznej”[2]

14 czerwca
- odbyło się spotkanie I sekretarza KC PZPR Edwarda Gierka z kierownictwem Głównego Zarządu Politycznego WP oraz szefami zarządów politycznych okręgów wojskowych i rodzajów sił zbrojnych[5]

15 czerwca
- odbyła się wizyta delegacji Wojska Polskiego w Finlandii; delegacji przewodniczył minister obrony narodowej gen. broni Wojciech Jaruzelski[5]

25 czerwca
- podniesiono banderę na pływającej stacji demagnetyzacyjnej SD-12 projektu B208
- odbyła się manifestacja społeczeństwa Pomorza Zachodniego w Cedyni z okazji 1000-lecia zwycięstwa wojsk Mieszka I nad wojskami Hodona i Zygfryda; odsłonięto pomnik symbolizujący zwycięstwo żołnierza polskiego nad Odrą na Wzgórzu Czcibora[5]

## Lipiec
5 lipca

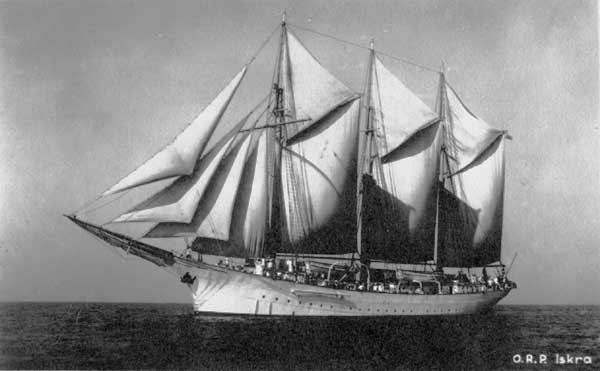
ORP „Iskra”

- do Gdyni przybył zespół francuskich okrętów wojennych w składzie: fregaty „Balny”, „Le Champenais” i „Le Lorrain” oraz patrolowce „L’Etourdi” i „L’Attentif”[6]

22 lipca
- do służby w PMW wszedł kuter torpedowy KTD-454 ORP „Dzielny” projektu 664

26 lipca
- rozpoczęto formowanie 98 dywizjonu artylerii przeciwpancernej[7]

27 lipca
- do Leningradu zawinął zespół polskich okrętów wojennych: niszczyciel „Warszawa”, dwa ścigacze okrętów podwodnych, dwa trałowce, dwa okręty desantowe i zbiornikowiec[6]

28 lipca
- rozpoczął się trzydziesty trzeci rejs szkolny ORP „Iskra”

29 lipca
- do Polski przybył zespół czterech okrętów desantowych ze słuchaczami Wyższej Oficerskiej Szkoły Ludowej Marynarki Wojennej NRD[6]

## Sierpień
- w okresie żniw w pracach rolnych zatrudnionych było około 30 tys. żołnierzy[6]

8 sierpnia
- w Stoczni Północnej położono stępkę pod kuter torpedowy KTD-459 ORP „Odporny” projektu 664

10 sierpnia
- zakończył się trzydziesty trzeci rejs szkolny ORP „Iskra”; okręt zawinął do portu: Turku

12 sierpnia
- rozpoczął się trzydziesty czwarty rejs szkolny ORP „Iskra”

23 sierpnia
- zakończył się trzydziesty czwarty rejs szkolny ORP „Iskra”; okręt zawinął do portu: Ryga

## Wrzesień
1 września
- przy Wyższej Oficerskiej Szkole Lotniczej w Dęblinie rozpoczęło działalność Liceum Lotnicze; inauguracja pierwszego roku nauki 1972/73[2][4]

2 września
- w Głównym Zarządzie Politycznym WP odbyła się narada, podczas której omawiano problemy organizacji pracy, kierowania i zarządzania, dalszego doskonalenia metod partyjno-politycznego działania[6]

14–16 września
- na terenie Czechosłowacji odbyły się ćwiczenia Zjednoczonych Sił Zbrojnych Układu Warszawskiego p.k. „Tarcza „72”[1]. Ćwiczeniami kierował minister obrony narodowej Czechosłowacji gen. armii Martin Dżur[6]

5 września
- wojska kolejowe przekazały do użytku most objazdowy przez Nogat na linii kolejowej Malbork–Tczew[6]

16 września
- w Stoczni Północnej położono stępkę pod okręt ratowniczy ORP „Piast”

19 września – 22 września
- minister obrony narodowej gen. broni Wojciech Jaruzelski przebywał w Szwecji[6]

29 września
- w Stoczni Północnej zwodowano kuter torpedowy KTD-457 ORP „Szybki” projektu 664

30 września
- w Zakładach Przetwórstwa Owocowo-Warzywnego w Lipnie przy użyciu śmigłowca Mi-8 wymieniono 25-metrowy komin kotłowni[6]

## Październik
9 października
- w 1 pułku lotnictwa myśliwskiego „Warszawa” gościli: I sekretarz KC PZPR Edward Gierek, przewodniczący Rady Państwa Henryk Jabłoński, prezes Rady Ministrów Piotr Jaroszewicz i sekretarz KC PZPR Stanisław Kania[6]

12 października
- ukazały się „Wskazówki szefa GZP WP w sprawie patriotycznego i internacjonalistycznego wychowania żołnierzy Sił Zbrojnych PRL”[6]

16 października
- do Polski przyjechał minister obrony CSRS gen. armii Martin Dżur[6]

16–21 października
- w Mińsku odbyło się posiedzenie Rady Wojskowej Zjednoczonych Sił Zbrojnych[6]

20 października
- do służby w PMW wszedł kuter torpedowy KTD-455 ORP „Dziarski” projektu 664

22–26 października
- delegacji Wojska Polskiego pod kierownictwem ministra obrony narodowej gen. broni Wojciecha Jaruzelskiego odwiedziła Socjalistyczną Federacyjną Republikę Jugosławii[6]

25 października
- Minister obrony narodowej, generał broni Wojciech Jaruzelski ustanowił „Honorową Księgę Czynów Żołnierskich”

25–27 października
- w Moskwie odbyła się sesja naukowa na temat „braterstwa broni narodów ZSRR i Polski w walce z faszyzmem w latach drugiej wojny światowej”[6]

30 października
- w Wojskowej Akademii Politycznej odbyła się konferencja zorganizowana przez Główny Zarząd Polityczny WP na temat „Organizacja, kierowanie i prowadzenie pracy partyjno-politycznej w czasie ćwiczeń operacyjno-taktycznych”[6]

31 października
- w siedzibie Zarządu Głównego Związku Literatów Polskich podpisano porozumienie o współpracy między ZG ZLP a Głównym Zarządem Politycznym WP. Porozumienie podpisali: prezes ZGZLP – Jarosław Iwaszkiewicz oraz szef GZP WP gen. dyw. Włodzimierz Sawczuk[6]

## Listopad
4 listopada
- rozstrzygnięto konkurs „Lepsza gospodarka – wyższa gotowość bojowa”[6]

14 listopada
- w Głównym Zarządzie Politycznym WP odbyła się narada partyjno-służbowa poświęcona usprawnieniu organizacji pracy, kierowania, dowodzenia i zarządzania[6]

16–18 listopada
- w Gdyni odbyła się doroczna odprawa szkoleniowa kierowniczej kadry Sił Zbrojnych PRL pod kierownictwem ministra obrony narodowej. Wyróżniono medalem „Za Osiągnięcia w Służbie Wojskowej” m.in.: 1 Warszawski Pułk Czołgów Średnich im. Bohaterów Westerplatte, 10 Sudecką Dywizję Pancerną im. Bohaterów Armii Radzieckiej, Wyższą Oficerską Szkołę Wojsk Pancernych im. Stefana Czarnieckiego, Wyższą Oficerską Szkołę Samochodową im. gen. Aleksandra Waszkiewicza, Wojewódzki Sztab Wojskowy w Lublinie[6]

19–20 listopada
- żołnierze 3 Warszawskiego Pułku Pontonowego zmontowali ze stalowych konstrukcji sześć mostów u zbiegu Al. Niepodległości i ul. Wawelskiej w Warszawie o łącznej długości 665 m[6]

23 listopada
- w kopalni węgla kamiennego „Barbara” w Chorzowie Starym za pomocą śmigłowca Mi-8 dokonano wymiany zużytych elementów konstrukcyjnych na szybowych wieżach wyciągowych[6]

## Grudzień
11 grudnia
- żołnierze Wojsk Inżynieryjnych odbudowali i oddali do użytku zniszczone podczas sierpniowej powodzi mosty w województwie katowickim i krakowskim

13 grudnia
- w Akademii Sztabu Generalnego im. gen. broni Karola Świerczewskiego z okazji 25-lecia jej istnienia około 100 pracowników naukowych uczelni uzyskało nagrody bądź wyróżnienia ministra obrony narodowej[6]

14 grudnia
- w Wojskowej Akademii Politycznej odbyło się sympozjum na temat „Doskonalenie kwalifikacji oficerów rezerwy”[6]

16 grudnia
- podniesiono banderę na pływającej stacji demagnetyzacyjnej SD-13 projektu B208
- Sejm uchwalił ustawę o zaopatrzeniu emerytalnym żołnierzy zawodowych i ich rodzin, oraz ustawę o świadczeniach odszkodowawczych przysługujących w razie wypadków i chorób pozostających w związku ze służbą wojskową[6]